# میلتاون (آرکانزاس)
میلتاون (به انگلیسی: Milltown) یک منطقهٔ مسکونی در ایالات متحده آمریکا است که در آرکانزاس قرار دارد. میلتاون ۲۰۵٫۱۳ متر بالاتر از سطح دریا واقع شده‌است.